# Bancha
Bancha (jap. 番茶, ban [= gewöhnlich] und cha [= Tee]) ist ein grüner Tee aus Japan. Er ähnelt dem Sencha, gilt wie dieser als einfacher Alltagstee, ist allerdings qualitativ unter diesem angesiedelt. Bancha besteht aus den Blättern, die nach der Pflückung des Senchas neu nachkommen. Er wird im Juni (Nibancha [wörtlich: zweiter Tee]) und im August (Sanbancha [wörtlich: dritter Tee]) gepflückt. Die im Herbst gepflückte Sorte ist der Aki-Bancha.
Bancha zeichnet sich durch einen niedrigen Koffeingehalt aus, weshalb er den ganzen Tag und auch von Kindern getrunken werden kann, ist jedoch reich an Gerbstoffen. Eisen und Kalzium sind ebenfalls enthalten, können jedoch kaum vom Körper aufgenommen werden, da Teebestandteile dies verhindern. Er besteht aus großen, zusammengerollten und in der vollen Sonne aufgewachsenen Blättern.

## Zubereitung
Zubereitet wird der Bancha im Gegensatz zu den meisten anderen Grüntees mit 90–100 °C heißem Wasser bei einer Ziehzeit von 30 Sekunden bis 1 Minute. Gute Bancha-Qualitäten können ein zweites Mal aufgegossen werden bei einer Ziehzeit von nur zehn Sekunden und mit sprudelnd kochendem Wasser.